# Магдич Юлія Андріївна
Юлія Андріївна Магдич (нар. 12 серпня 1985, Львів, Україна) — українська підприємиця, дизайнерка, журналістка, громадська діячка.

## Біографія
Юлія Магдич народилась 12 серпня 1985 року у місті Львів. Здобула вищу освіту за фахом юриста-міжнародника та перекладача з французької мови в Інституті міжнародних відносинКиївського Національного Університету імені Т. Г. Шевченка. Під час навчання зайнялася підприємницькою діяльністю у галузі фешн-рітейл. На даний час[коли?] навчається в аспірантурі на кафедрі державного управління Київського національного університету імені Тараса Шевченка.
У 2010 році відкрила видавничий дім «Щастя».
У 2013  році представила власний бренд одягу «Yuliya Magdych». Сьогодні[коли?] одяг бренду продається у 50 країнах світу, його носять українські та світові зірки (зокрема, мати Ілона Маска).  
З 2013 позаштатний кореспондент при ООН в газеті «Україна Молода» та паралельно  веде модний блог для сайту www.elle.ua.

## Громадська діяльність
У 2010 році разом із Марією Шаломєєвою заснували благодійний фонд «Заради Щастя», мета якого дарувати сердечність і тепло душі через допомогу у закупівлі технічного спорядження для пологових будинків та дитячих лікарень, через допомогу у соціалізації для людей з обмеженими можливостями, через піклування дітьми з неблагонадійних сімей та дітей сиріт.
У 2018 році разом з Леополіс Джаз Фест провела благодійний аукціон. На зібрані кошти організували літній відпочинок  для дітей, батьки яких загинули в АТО.
У 2019 році провела перший в історії Всесвітнього економічного форуму у Давосі модний показ, який був спрямований на промоцію України, її креативних можливостей та якісного продукту, який може складатись не лише з аграрного сектору та IT галузі.
В цьому ж році стала співорганізатором народного показу «ВишиванкаDAY», який пройшов у день вишиванки на Поштовій площі Києва.

## Відзнаки
У 2009 році отримала відзнаку «Ікона Стилю» за версією журналу ELLE, премія Elle Style Awards, неодноразово входила в списки найстильніших людей України за версією журналу Harper's Bazaar
Має другий (II) дорослий розряд із шахів.